# Suctobelbella laiae
Suctobelbella laiae är en kvalsterart som beskrevs av Tseng 1982. Suctobelbella laiae ingår i släktet Suctobelbella och familjen Suctobelbidae. Inga underarter finns listade i Catalogue of Life.